# Mercier (circonscription provinciale)
Pour les articles homonymes, voir Mercier et Mercier (ancienne circonscription fédérale).
Circonscription électorale provinciale du Canada
Mercier est une circonscription électorale provinciale du Québec située dans la région de Montréal (Québec). 
La circonscription est nommée en l'honneur d'Honoré Mercier, premier ministre du Québec à la fin du XIXe siècle. Elle a été la circonscription du premier ministre Robert Bourassa de 1966 à 1976.

## Historique
La circonscription électorale de Mercier a été créée en 1965 à partir de la circonscription Montréal-Mercier, créée en 1922.  En 1972, ses limites sont modifiées, la circonscription gagnant du territoire vers le sud-ouest, jusqu'à l'avenue de l'Esplanade, mais en cédant au sud-est, jusqu'à l'avenue du Mont-Royal. La limite nord et nord-ouest reste la voie ferrée du Canadien Pacifique. En 1980, sa frontière sud-ouest est encore repoussée, jusqu'à la rue Hutchison. En 1992, la circonscription de Mercier est encore modifiée, étant agrandie jusqu'à la rue Rachel vers le sud-est, mais sa frontière sud-ouest étant ramenée à l'avenue de l'Esplanade. Enfin, en 2017, la limite sud-ouest est de nouveau repoussée jusqu'à la rue Hutchison.

## Territoire et limites
Située à Montréal, la circonscription de Mercier couvre la majorité du territoire de l'arrondissement du Plateau-Mont-Royal. Ses frontières nord et nord-ouest sont délimitées par le chemin de fer du Canadien Pacifique. Au sud-est, la circonscription se termine à la rue Rachel et au sud-ouest à la rue Hutchison.

## Liste des députés

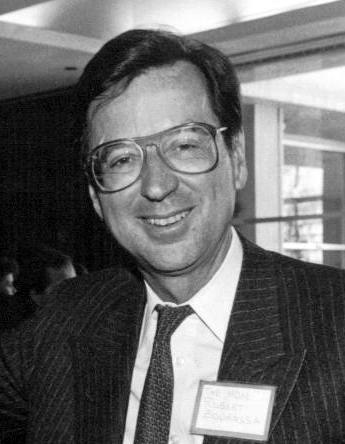
Robert Bourassa est député de Mercier de 1966 à 1976. Il est Premier ministre du Québec de 1970 à 1976

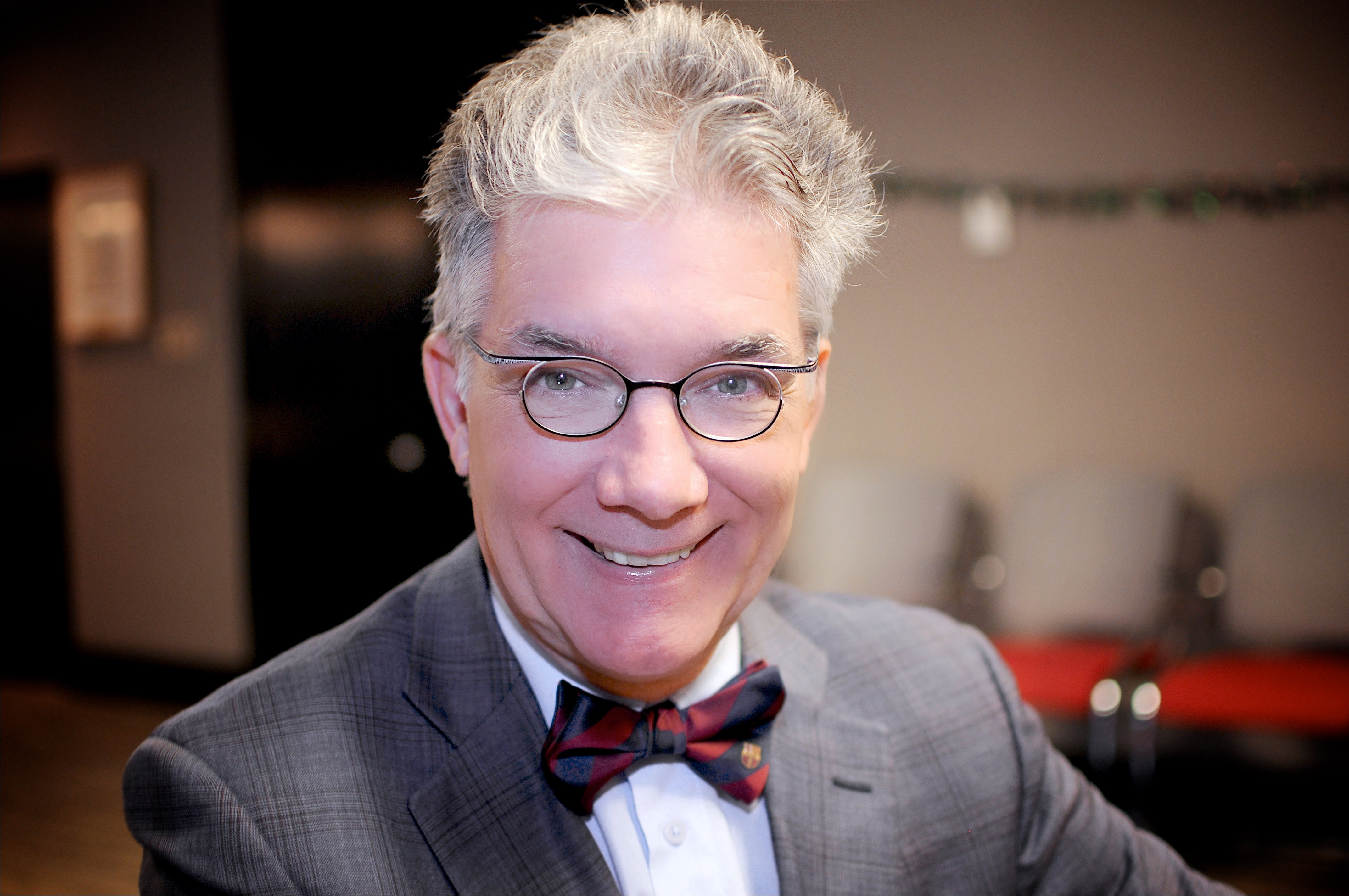
Daniel Turp est député de Mercier de 2003 à 2008 pour le Parti québécois

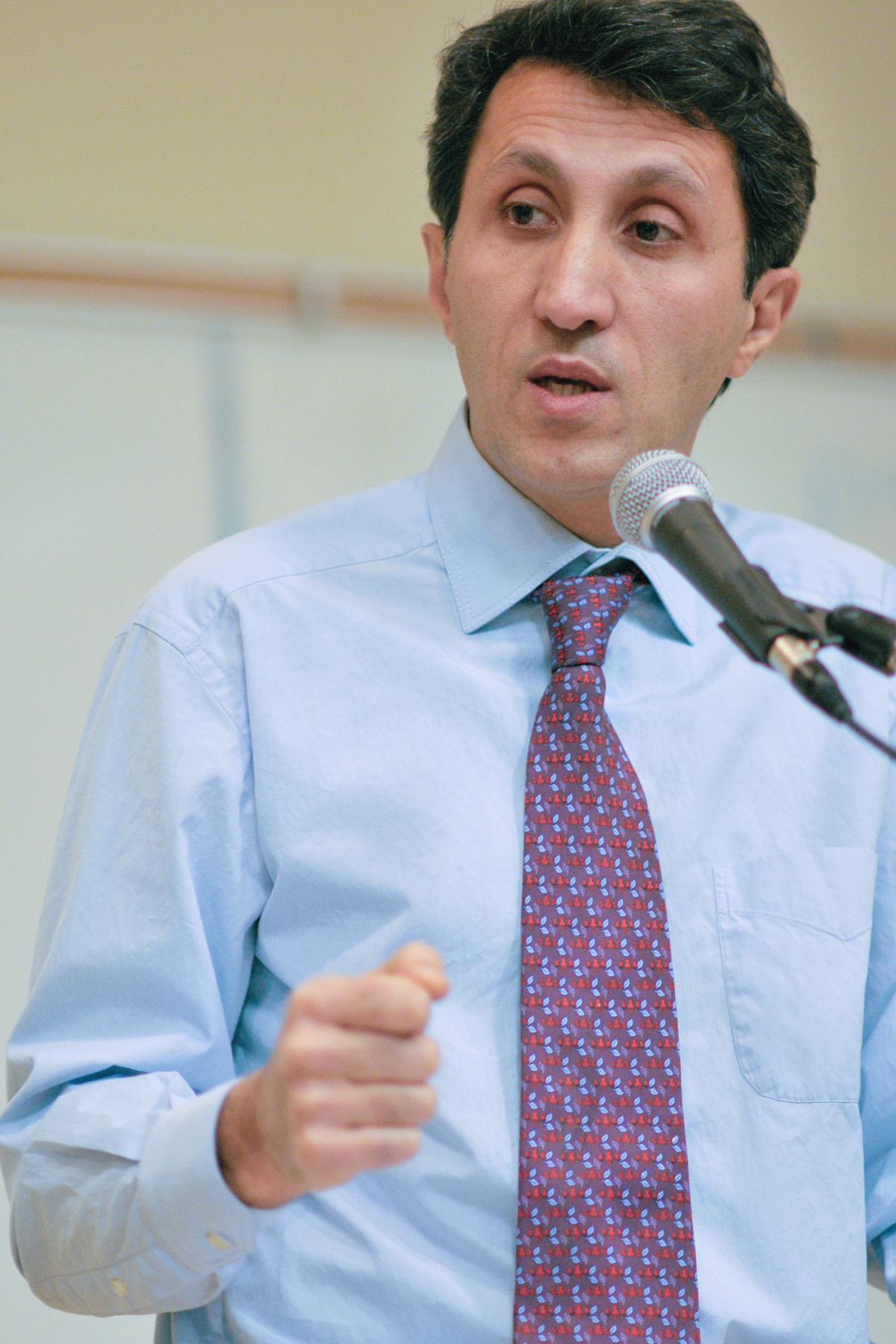
Amir Khadir est député de Mercier de 2008 à 2018 pour Québec solidaire

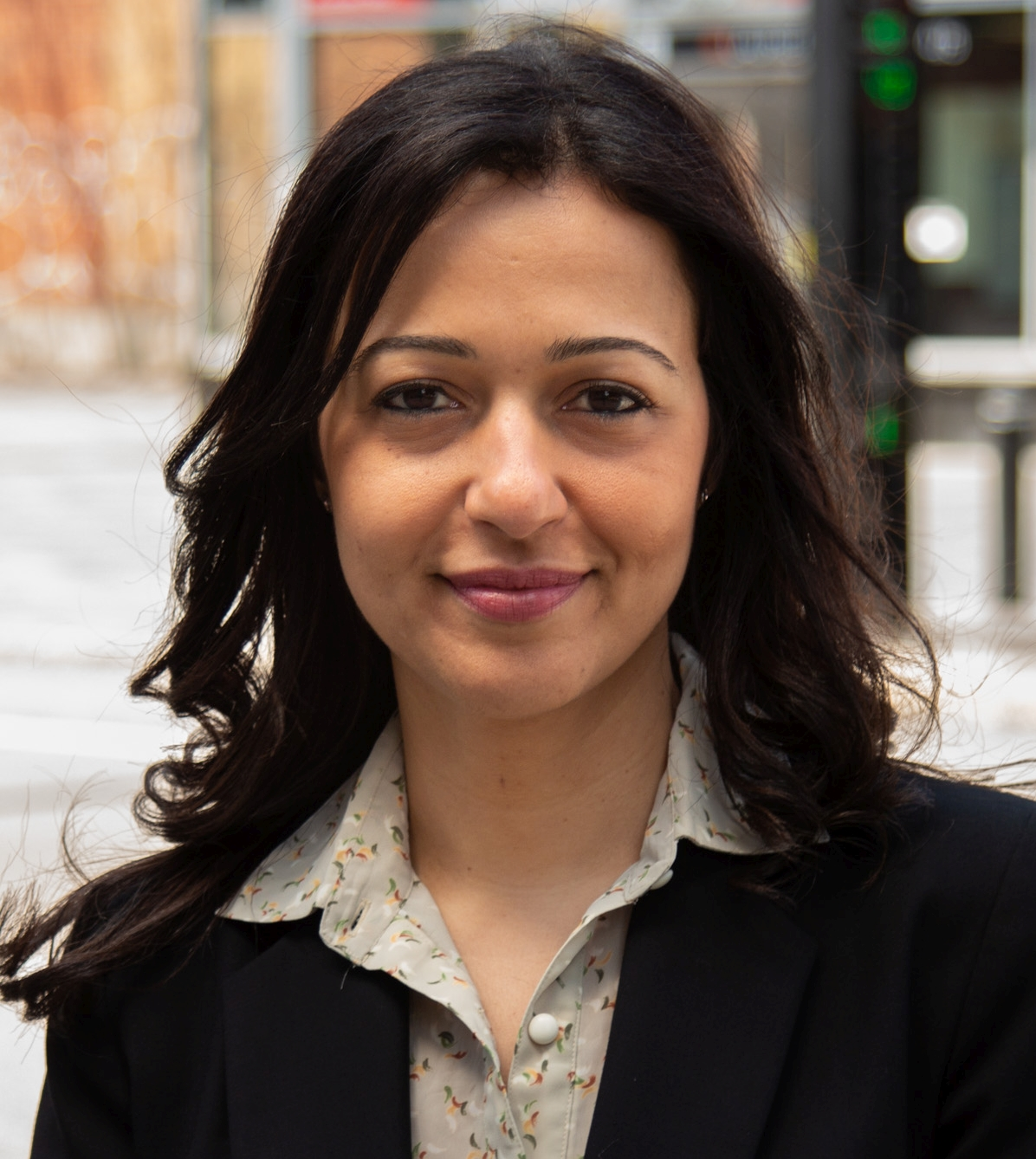
Ruba Ghazal est députée de Mercier depuis 2018 pour Québec solidaire

| Législature                                                   | Années       | Député           | Député             | Parti            |
| ------------------------------------------------------------- | ------------ | ---------------- | ------------------ | ---------------- |
| Mercier Créée depuis Montréal-Mercier et Montréal–Saint-Louis |              |                  |                    |                  |
| 28e                                                           | 1966–1970    |                  | Robert Bourassa    | Libéral          |
| 29e                                                           | 1970–1973    |                  | Robert Bourassa    | Libéral          |
| 30e                                                           | 1973–1976    |                  | Robert Bourassa    | Libéral          |
| 31e                                                           | 1976–1981    |                  | Gérald Godin       | Parti québécois  |
| 32e                                                           | 1981–1985    |                  | Gérald Godin       | Parti québécois  |
| 33e                                                           | 1985–1989    |                  | Gérald Godin       | Parti québécois  |
| 34e                                                           | 1989–1994    |                  | Gérald Godin       | Parti québécois  |
| 35e                                                           | 1994–1998    | Robert Perreault |                    | Parti québécois  |
| 36e                                                           | 1998–2000    | Robert Perreault |                    | Parti québécois  |
| 36e                                                           | 2001–2003    |                  | Nathalie Rochefort | Libéral          |
| 37e                                                           | 2003–2007    |                  | Daniel Turp        | Parti québécois  |
| 38e                                                           | 2007–2008    |                  | Daniel Turp        | Parti québécois  |
| 39e                                                           | 2008–2012    |                  | Amir Khadir        | Québec solidaire |
| 40e                                                           | 2012–2014    |                  | Amir Khadir        | Québec solidaire |
| 41e                                                           | 2014–2018    |                  | Amir Khadir        | Québec solidaire |
| 42e                                                           | 2018–2022    | Ruba Ghazal      |                    | Québec solidaire |
| 43e                                                           | 2022–présent | Ruba Ghazal      |                    | Québec solidaire |

## Résultats électoraux
| |
| - Parti libéral - Union nationale (ancien) - Parti québécois - Crédit social (ancien) - Action démocratique (ancien) - Québec solidaire - Coalition avenir - Parti conservateur |

## Référendums
|  | Référendum                     | % du OUI | % du NON | Taux de participation |
|  | Référendum de 1980             | 48,09 %  | 51,91 %  | 81,81 %               |
|  | Accord de Charlottetown (1992) | 37,12 %  | 62,88 %  | 82,16 %               |
|  | Référendum de 1995             | 62,77 %  | 37,23 %  | 94,06 %               |